# Вулиця Володимирська (Луцьк)
Вулиця Володимирська — магістральна вулиця на межі двох житлових районів Луцька — Красного і Кічкарівки. Бере початок на стикові з вулицями Червоного Хреста і Роговою і прямує в західному напрямку до межі міста, де вливається в Автошлях Н 22.

## Історія
Виникла вздовж давньої дороги на Торчин (смт), по якій з кінця XVIII століття проходив поштовий тракт на Володимир. Через що і отримала свою назву. Основна її частина проходить по землях Старого села (старого Красного), тому одна з бічних до Володимирської вулиць названа Старосільською.
З другої половини XIX століття межею заселення вулиці став військовий цвинтар. В 1906 році тут була побудована Свято-Феодосіївська церква. На кладовищі поховані генерал-лейтенанти, командири 11-ї піхотної дивізії, полковники, вищі офіцери. Серед них – полковник Охотського полку Олександр Максимович, який був одним з меценатів будівництва Феодосіївської церкви.  Під час Першої світової війни тут утворили братське кладовище, в центрі якого стояли три масивні чавунні хрести. Два з них збереглися до нашого часу. На фоні інших пам’ятників вони виглядають дуже масивно, хоча і повростали в землю. В 1920-ті роки до цвинтаря приєднали нову ділянку і він став використовуватись, як парафіяльний. 
Після облаштування цвинтаря міська забудова з протилежної сторони вулиці розширилась до мосту через річку Омелянівку.
В 1980-х роках в кінці вулиці розбудовано житловий мікрорайон з багатоповерховими будинками.
У 2020 році на вулиці Володимирській оновили освітлення проїжджої частини – встановили 120 нових LED-світильників.

## Будівлі та установи

### Релігія
- Свято-Феодосіївська церква ПЦУ 1906-1916 рр. і цвинтар біля неї — вулиця Володимирська, 70 [2],
- Духовний центр АСД — вулиця Володимирська, 89.б

### Підприємства
- Фабрика солодощів «Condyter» — вулиця Володимирська, 57.а[3]

### Торгівля
- Магазин «Комфорт» — вулиця Володимирська, 3
- Продуктовий магазин «Дует» — вулиця Володимирська, 18
- Продуктовий магазин «Тростянецькі ковбаси» — вулиця Володимирська, 20
- Експрес-маркет «Сім-23» — вулиця Володимирська, 20[4]
- Магазин будматеріалів «Євродах» — вулиця Володимирська, 91.а
- Супермаркет «Наш Край» — вулиця Володимирська, 94[5]
- Супермаркет «Вопак» — вулиця Володимирська, 103[6]

### Заклади харчування
- Пивний паб «Земан» — вулиця Володимирська, 18
- Кафе «Мисливська хатинка» — вулиця Володимирська, 103
- Мотель-ресторан «Золоте Яблуко» — вулиця Володимирська, 72